# Maiden Japan
| 전문가 평가                      | 전문가 평가 |
| 평가 점수                        | 평가 점수   |
| 출처                             | 점수        |
| -------------------------------- | ----------- |
| AllMusic                         | [ 1 ]       |
| Collector's Guide to Heavy Metal | 6/10        |

《Maiden Japan》은 일본에서 《Heavy Metal Army》로 발매된, 영국의 헤비 메탈 밴드 아이언 메이든의 라이브 EP이다. 이 제목은 딥 퍼플의 라이브 음반 《Made in Japan》의 한 말장난이다.

## 발매
이 EP에는 적어도 두 가지 버전이 있는데, 모든 곡은 1981년 5월 23일 나고야시 지쿠사구에 있는 아이치 코세이 엔킨 카이칸에서 녹음되었다. 리드 싱어인 폴 디애노의 밴드와의 마지막 녹음이었다. 원래 일본식 프레스 기능은 4트랙에 불과하고 기록 속도는 45RPM이지만, 다른 버전은 5트랙을 가지고 있다. 이 음반을 발매하려는 것은 결코 밴드의 의도가 아니었지만, 도시바 EMI는 라이브 음반을 원했다.

## 커버 아트
오리지널 커버는 리드 싱어 폴 디애노의 잘린 머리를 잡고 있는 밴드의 마스코트인 에디를 묘사했다. 교체 커버는 아이언 메이든의 매니저 로드 스몰우드가 검토용 증거를 받은 후 매우 짧은 예고로 이루어졌고, 밴드가 그를 교체하려고 했기 때문에 디애노의 묘사에 동요했다. 《Maiden Japan》은 1987년 오리지널 커버와 함께 베네수엘라에서 발매돼 수집가 품목이 됐다.

## 곡 목록

### 유럽판과 일본판
모든 곡들은 특별한 언급이 없는 한 스티브 해리스와 폴 디애노에 의해 작사/작곡하였다.
| #  | 제목                  | 재생 시간 |
| -- | --------------------- | --------- |
| 1. | 〈Running Free〉      | 2:48      |
| 2. | 〈Remember Tomorrow〉 | 5:27      |

| #  | 제목               | 작곡   | 재생 시간 |
| -- | ------------------ | ------ | --------- |
| 3. | 〈Killers〉        |        | 4:39      |
| 4. | 〈Innocent Exile〉 | 해리스 | 3:44      |

### 국제판
| #  | 제목                  | 재생 시간 |
| -- | --------------------- | --------- |
| 1. | 〈Running Free〉      | 2:48      |
| 2. | 〈Remember Tomorrow〉 | 5:27      |

| #  | 제목               | 작곡   | 재생 시간 |
| -- | ------------------ | ------ | --------- |
| 3. | 〈Wrathchild〉     | 해리스 | 2:52      |
| 4. | 〈Killers〉        |        | 4:39      |
| 5. | 〈Innocent Exile〉 | 해리스 | 3:44      |